# Valley Springs (Dakota Południowa)
Valley Springs – miasto w Stanach Zjednoczonych, w stanie Dakota Południowa, w hrabstwie Minnehaha.